# Кнешпоље
Кнешпоље, или Кнежопоље, представља територију на простору Поткозарја и планине Козаре, у сјеверозападном дијелу Републике Српске, БиХ.

## Географија
Граница Кнешпоља иде Уном од Козарске Дубице до Српске Костајнице, одатле ријеком Стриговом на шуме Пастирево и Каран, па даље обухватајући села Горњу и Доњу Јутрогошту, Црну Долину и Велико и Мало Паланчиште, прелази преко Козаре и избија на село Моштаницу, а одатле се путем Моштаница-Дубица спушта опет на Уну.
На овом простору смјештено је педесетак кнежопољских села, од којих су већа: Кнежица, Читлук, Стригова, Побрђани, Велико и Мало Двориште, Горња Јутрогошта, Доњи Јеловац, Паланчиште, Крива Ријека, Градина, Међувође, Мљечаница, Слабиња, Шеварлије, Брекиња и друга.

## У књижевности
Пјесник и писац Скендер Куленовић је за мјесто свог епохалног дјела „Стојанка мајка Кнежопољка“ изабрао Кнешпоље, гдје је описао страдање Срба од усташког геноцида, и нарицање Стојанке, мајке Срђана, Мрђана и Млађена, над својим мртвим синовима.

## Народни обичаји
Кнешпоље је област са посебним народним обичајима. Од народних пјесама пјевају се ојкаче, које се изводе са најмање три пјевача и без инструменталне музике. Од кола се изводи козарачко коло. Традиционални инструмент је тамбурица. Женска кнешпољска народна ношња се сатоји од бошће (мараме), кошуље и прегаче, а мушкарци су носили шешире.
Ој Кнешпоље, мили завичају, родна грудо мој зелени гају, ђедов прагу, очева колијевко. Драго си ми ко мајчино млијеко, кроз године и кроз покољења, огледало части и поштења. Врело буне и гњјезда јунака, гдје је пушта ко сестра и мајка, кроз живот ме прати пјесма твоја, ој дјевојко драга душо моја.

## Становништво
Становници се називавају Кнежопољци и Кнежопољке и припадају Крајишницима.
| Демографија (опш Кнежпоље) | Демографија (опш Кнежпоље) | Демографија (опш Кнежпоље) |
| Година                     | Становника                 | Становника                 |
| -------------------------- | -------------------------- | -------------------------- |
| 1953.                      | 4.051                      |                            |